# Wave (álbum de Antônio Carlos Jobim)
Wave es el quinto	álbum de estudio del músico brasileño de jazz Antônio Carlos Jobim, producido por Creed Taylor y publicado en octubre de 1967 por A&M Records. Grabado en los Estados Unidos junto con músicos estadounidenses, el álbum alcanzó el puesto #114 en el Billboard 200.
Wave presenta la colaboración de músicos de jazz de élite, incluyendo a los renombrados trombonistas Urbie Green y Jimmy Cleveland, el flautista Jerome Richardson y el bajista Ron Carter.

## Legado
En 2007, el álbum "Wave" fue incuído en el puesto #92 de la 'Lista de los 100 mejores álbumes de la música brasileña' de la revista Rolling Stone.

## Lista de canciones
Todas las canciones escritas y compuestas por Antônio Carlos Jobim. 
| Lado uno |                   |          |  |
| N.º      | Título            | Duración |  |
| 1.       | «Wave»            | 2:56     |  |
| 2.       | «The Red Blouse»  | 5:09     |  |
| 3.       | «Look to the Sky» | 2:20     |  |
| 4.       | «Batidinha»       | 3:17     |  |
| 5.       | «Triste»          | 2:09     |  |

| Lado dos |                   |          |  |
| N.º      | Título            | Duración |  |
| 1.       | «Mojave»          | 2:27     |  |
| 2.       | «Diálogo»         | 2:55     |  |
| 3.       | «Lamento»         | 2:46     |  |
| 4.       | «Antigua»         | 3:10     |  |
| 5.       | «Captain Bacardi» | 4:29     |  |

## Créditos
Créditos adaptados desde las notas del álbum.
- Antônio Carlos Jobim – piano, guitarra, clavecín, voz principal (8)
- Urbie Green – trombón
- Jimmy Cleveland – trombón
- Ray Beckenstein – flauta, flautín
- Romeo Penque – flauta, flautín
- Jerome Richardson – flauta, flautín
- Joseph Singer – trompa
- Ron Carter – contrabajo
- Dom Um Romão – batería
- Bobby Rosengarden – batería, percusión
- Claudio Slon – batería

Sección de cuerdas
- Claus Ogerman – arreglos orquestales, director de orquesta
- Bernard Eichen – violín
- Lewis Eley – violín
- Paul Gershman – violín
- Emanuel Green – violín
- Louis Haber – violín
- Julius Held – violín
- Leo Kruczek – violín
- Harry Lookofsky – violín
- Joseph Malignaggi – violín
- Gene Orloff – violín
- Raoul Poliakin – violín
- Irving Spice – violín
- Louis Stone – violín
- Abe Kessler – violonchelo
- Charles McCracken – violonchelo
- George Ricci – violonchelo
- Harvey Shapiro – violonchelo

Diseño
- Sam Antupit – diseño de portada
- Pete Turner – fotografía

## Posicionamiento
| Gráficas (1968)                | Pico de posición |
| ------------------------------ | ---------------- |
| Estados Unidos (Billboard 200) | 114              |